# Moravský Beroun
Moravský Beroun (1869–1910 jen Beroun, též Beroun na Moravě; německy Bärn) je moravské město ležící severovýchodně od Šternberka. Je významným turistickým střediskem Nízkého Jeseníku. Dříve náleželo k okresu Bruntál, k 1. lednu 2005 však přešlo pod okres Olomouc. Žije zde přibližně 2 800 obyvatel, katastrální výměra činí 5122 ha.
Okrajem města přes místní část Ondrášov prochází železniční trať Olomouc – Opava východ. Úzkorozchodná trať do Dvorců byla ve třicátých letech 20. století zrušena.

## Název
Jméno osady bylo přeneseno od italského města Verona. Z roku 1408 je písemně doložena podoba Werona, jinak mají české i německé varianty jména vždy počáteční B. V roce 1924 byl dán přívlastek Moravský pro odlišení od Berouna v Čechách.

## Historie
První písemná zmínka o obci pochází z roku 1339, avšak původní ves byla založena již po roce 1269 pány ze Šternberka při dolech na železnou rudu. Šternberkové také vystavěli hrad na kopci zvaném Křížový vrch. Hrad byl pobořen při nájezdech husitů. Dnes už není jeho existence patrná.  Od počátku 16. století město mělo horní právo, které bylo potvrzeno o 100 let později v roce 1635. Největší rozkvět Moravského Berouna nastal od poloviny 16. století, kdy se město stalo sídlem horního soudu. Od roku 1570 zde byly budovány hamry na zpracování vytěžené rudy. Do roku 1945 bylo město osídleno převážně německým obyvatelstvem. To se projevilo i po mnichovské dohodě, kdy bylo město připojeno k říši. Po roce 1945 byla většina německých obyvatel odsunuta a město bylo nově osídleno českými občany.

## Současnost
Moravský Beroun se nachází na úpatí hory Slunečná (800 m n. m.).  Městem probíhá silnice Olomouc-Šternberk-Opava. Významným zaměstnavatelem berounských obyvatel je podnik Granitol. Granitol navázal na tradici továrny z roku 1895, která vyráběla nepromokavá plátna. Nyní Granitol vyrábí  vyfukované polyetylenové fólie,  mikrotenové fólie a PP pásky.  V části Ondrášov je stáčírna minerálních vod s názvem Ondrášovka. Pramen Ondrášovky byl objeven už v roce 1260 Zdeslavem ze Šternberka. Tato voda byla čerpána od roku 1357, kdy byla Stephanem ze Šternberka po odborném prozkoumání zpřístupněna všem obyvatelům v okolí. Pracovní příležitost zajišťují oba uvedené podniky, přitom část obyvatel  Moravského Berouna pracuje v zemědělství a část dojíždí za prací do okolních měst. 

### Stručný historický přehled
- 1577 – město dostalo právo konat dva výroční trhy, později získalo další privilegia
- 1752 – vystavěna kaple na Křížovém vrchu (zbořena 1989, později nahrazena replikou)
- 1758 – městem projížděl generál Laudon před legendární bitvou u Guntramovic a u Domašova
- 1779 – po velkém požáru město téměř celé zničeno
- 1. července 1872 – zahájen provoz na železniční trati Olomouc – Krnov – Opava
- 1822 – postaven první vodovod
- 1841 – zahájen provoz pošty
- 1859 – vybudována továrna na zápalky
- 1867 – zahájen provoz nemocnice
- 1895 – vznik 1. rakouské továrny na výrobu umělé kůže a voskových pláten
- 1898 – zahájen provoz úzkorozchodné tratě Mor. Beroun – Dvorce (zrušena v roce 1933)
- 1899 – vybudována škola
- 1918 – město se hlásilo k Sudetenlandu a vyzbrojilo 150 občanů na obranu proti ČR. Povstání bylo potlačeno vojskem z Olomouce
- 1924 – pro rozlišení od města Beroun v Čechách dán přívlastek Moravský[9]
- 1935 – ve volbách zvítězila Henleinova SdP
- 1938 – obsazeno nacistickými vojsky
- 5. května 1945 bylo město obsazeno Rudou armádou, následně bylo z města vysídleno původní většinové německé obyvatelstvo a do města přicházeli noví obyvatelé
- 26. srpna 1968 – projížděla vojska Varšavské smlouvy
- 2005 – změna územněsprávního zařazení – z okresu Bruntál do okresu Olomouc, z Moravskoslezského kraje do Olomouckého kraje

## Obyvatelstvo
| Rok            | 1869  | 1880  | 1890  | 1900  | 1910  | 1921  | 1930  | 1950  | 1961  | 1970  | 1980  | 1991  | 2001  | 2011  | 2021  |
| -------------- | ----- | ----- | ----- | ----- | ----- | ----- | ----- | ----- | ----- | ----- | ----- | ----- | ----- | ----- | ----- |
| Počet obyvatel | 5 255 | 5 427 | 5 409 | 5 319 | 4 879 | 4 439 | 4 326 | 2 635 | 2 834 | 2 956 | 2 827 | 3 523 | 3 431 | 3 004 | 2 785 |
| Počet domů     | 568   | 625   | 580   | 597   | 669   | 682   | 738   | 655   | 506   | 505   | 464   | 494   | 560   | 576   | 585   |

## Části obce
- Moravský Beroun
- Čabová
- Ondrášov
- Nové Valteřice
- Sedm Dvorů
- součástí města je i bývalá předměstská ves Hajmrlov (Heimerlsdorf), prvně zmiňovaná roku 1788[10], nevyčleňovaná dnes ani jako místní část (osada), ani jako základní sídelní jednotka

## Pamětihodnosti
- Budova základní školy čp. 128, Moravský Beroun
- Socha Panna Marie Immaculata (památková ochrana: KP), Moravský Beroun
- Pomník členům Klubu přátel lesa, Moravský Beroun
- Fara čp. 183 (památková ochrana: KP), Moravský Beroun
- Hřbitov – hřbitov u kostela Kostel Nanebevzetí Panny Marie, Moravský Beroun
- Památník padlým Rudoarmějcům, Moravský Beroun
- Naučná stezka Křížový a Kočičí vrch, Moravský Beroun
- Městský dům, Školní 248/14 (památková ochrana: KP), Moravský Beroun
- Kostel Povýšení svatého Kříže (památková ochrana: KP), Moravský Beroun
- Křížová cesta (Moravský Beroun) | Součást areálu hřbitovního kostela Povýšení svatého kříže (památková ochrana: KP), Moravský Beroun
- Trafostanice – zděná trafostanice na okraji zástavby obce, Moravský Beroun
- Kostel Nanebevzetí Panny Marie (památková ochrana: KP), Moravský Beroun
- Měšťanský dům, Masarykova 199/6 (památková ochrana: KP), Moravský Beroun
- Dřevěný kříž – dřevěný misijní kříž u kostela Nanebevzetí Panny Marie, Moravský Beroun
- Vila čp. 355 – památka místního významu architektonicky výrazná stavba, Moravský Beroun
- Radnice na náměstí 9. května čp. 4 s charakteristickým arkádovým loubím, Moravský Beroun
- Socha chemika – plastika symbolizující chemický charakter podniku Granitol, Moravský Beroun
- Krucifix – kamenný kříž (památková ochrana: KP), Čabová
- Socha Ecce homo, Čabová
- Dům čp. 23, Ondrášov
- Dům čp. 26, Ondrášov
- Dům čp. 28, Ondrášov
- Budova železniční vodárny v areálu železniční stanice Moravský Beroun, Ondrášov
- Obytný dům čp. 49, Ondrášov
- Výpravní budova železniční stanice čp. 50, Moravský Beroun, Ondrášov
- Vila čp. 39 – zámeček, Ondrášov
- Torzo kamenného kříže z roku 1907 před domem čp. 24, Ondrášov
- Pomník obětem 2. světové války, Ondrášov
- Plastika Pramen – pískovcová socha znázorňující pramen - zřídlo, Ondrášov
- Kamenný kříž – Na pískovcovém soklu podoby skaliska žulový kříž s kovovým korpusem Ukřižovaného Krista, text: (UPOMÍNKA NA TRAGICKY ZEMŘELÉHO JANA BĚHALA ROLNÍKA Z DROŽDÍNA ZEMŘEL 5. VIII. 1945) Ondrášov
- Vila čp. 61 – památka místního významu architektonicky výrazná stavba, Ondrášov
- Lovecký zámeček – na Olomoucku ojedinělý příklad raného použití železa v architektuře jako konstrukčního materiálu. Objekt zakoupený v roce 1848 na průmyslové výstavě v Paříži, Nové Valteřice
- Márnice – přízemní stavba márnice, součást jednotně řešeného hřbitova s ohradní zdí, Nové Valteřice
- Hřbitov – Vesnický hřbitov s dochovanými náhrobky z 18. až 20. století, Nové Valteřice
- Kamenný kříž – kamenická práce datovaná nápisem 1790, Nové Valteřice
- Kostel Nanebevzetí Panny Marie – farní kostel se starším kamenným křížem, Nové Valteřice
- Ohradní zeď hřbitova s bránou, stavebně řešeného v jednotné podobě, Nové Valteřice
- Venkovní schodiště – kamenné venkovní schodiště před vstupem ke kostelu, Nové Valteřice
- Kamenný pomník Franze Sendlera – jedna z prvních obětí 1. světové války, Nové Valteřice
- Školní budova z roku 1884, postavená z iniciativy Johanna von Liechtensteina, Nové Valteřice
- Kamenný kříž ve středu hřbitova, Moravský Beroun, Nové Valteřice
- Dům čp. 10, Sedm Dvorů,
- Silniční most – Kamenný silniční most přes železniční trať Olomouc – Krnov, Sedm Dvorů
- Dřevěný kříž u polní cesty, Sedm Dvorů
- Kamenný klenbový železniční most přes Hrušový potok na trati Olomouc – Krnov, Sedm Dvorů
- Budova hasičské zbrojnice, Sedm Dvorů
- Kaple sv. Jana Nepomuckého – nemovitá kulturní památka, Sedm Dvorů
- Pomník padlým ve 2. světové válce, Sedm Dvorů
- Krucifix – kamenný kříž, nemovitá kulturní památka, Sedm Dvorů
- Skladiště 2 – budova skladiště v areálu železniční stanice Moravský Beroun, Sedm Dvorů
- Kamenný kříž – kamenosochařská práce sakrálního charakteru datovaná rokem 1837 (KP), Sedm Dvorů
- Železniční kamenný most – Technická památka železničního mostního stavitelství, Sedm Dvorů

## Rodáci
- František Cassián Hanel (1751–1820), pedagog a hudebník, učitel Jakuba Jana Ryby[11]
- Hans Lichtblau (1833–1896), majitel dvora, zemský poslanec
- Johann Fitz (1834–1906), důlní inženýr a podnikatel
- Ernst Späth (1886–1946), rakouský chemik moravského původu, profesor a rektor Vídeňské univerzity, objevitel syntézy meskalinu a dalších chemických látek
- Josef Seidler (1896-1972), malíř - krajinář, restaurátor, písmomalíř

## Partnerská města
- Bieruń, Polsko
- Gundelfingen, Německo
- Meung-sur-Loire, Francie
- Ostroh, Ukrajina
- Scheibenberg, Německo

## Galerie

Zajímavé objekty Moravského Berouna
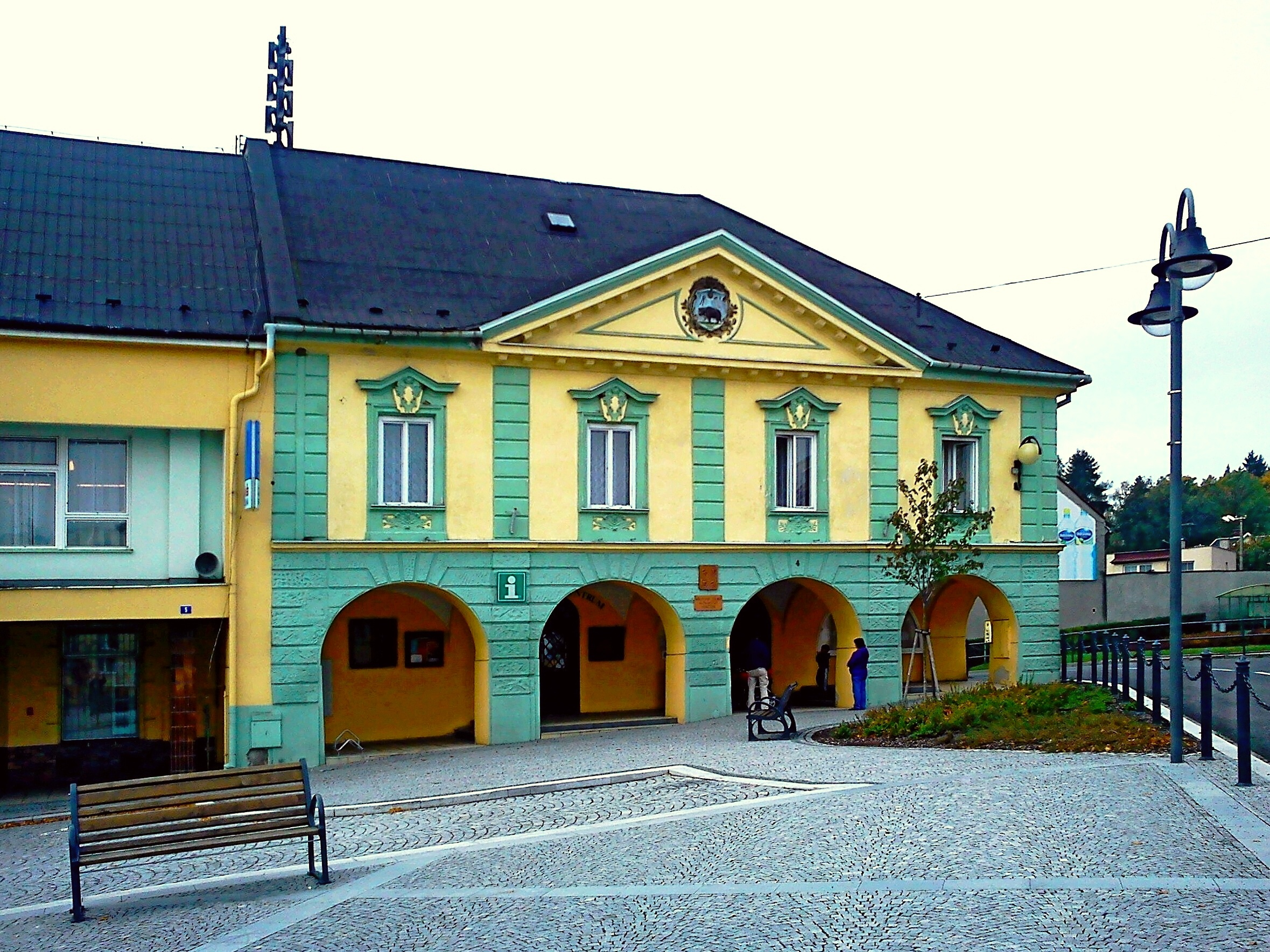
Empírová radnice
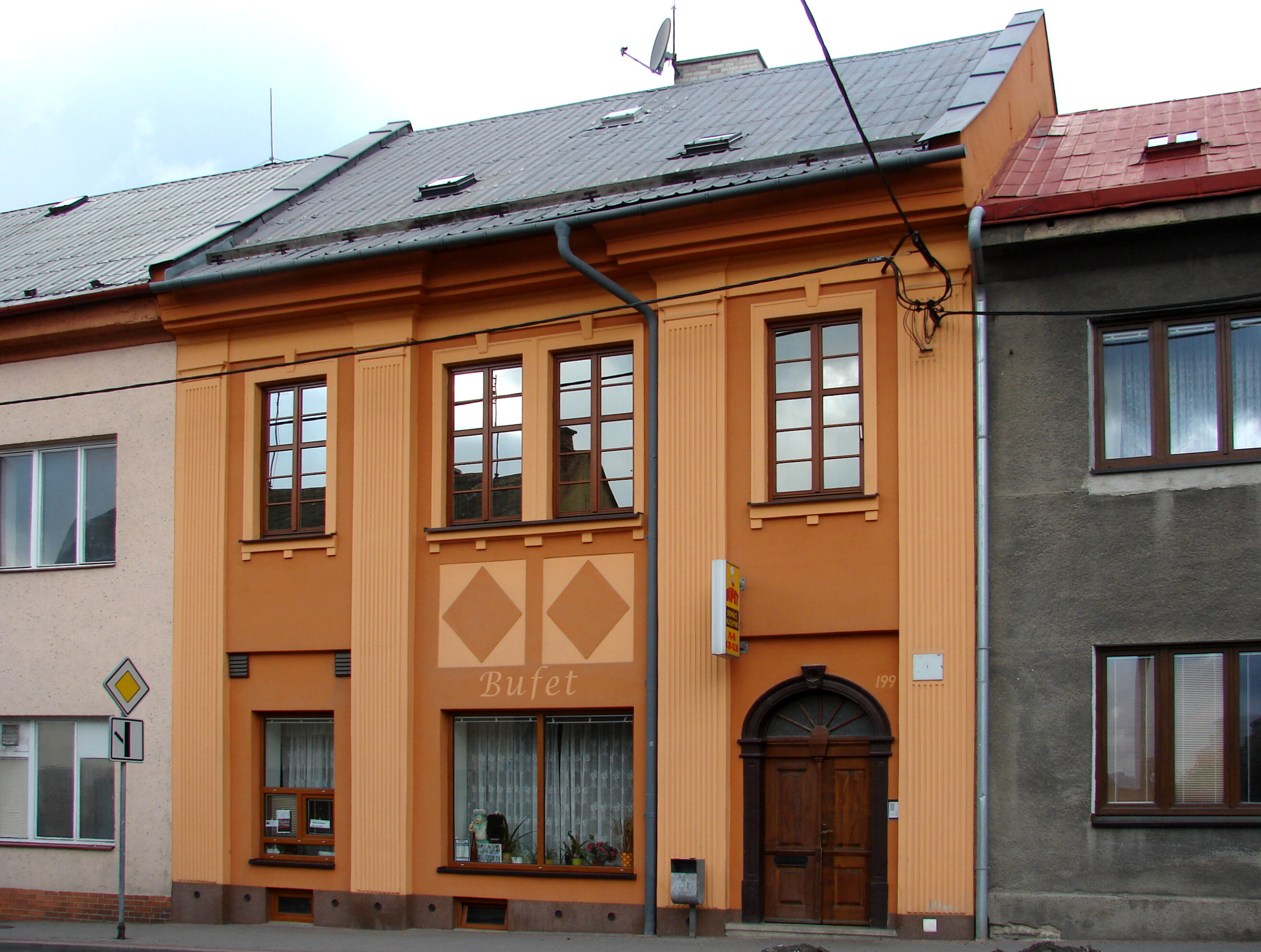
Dům na Masarykově ulici č.p. 199
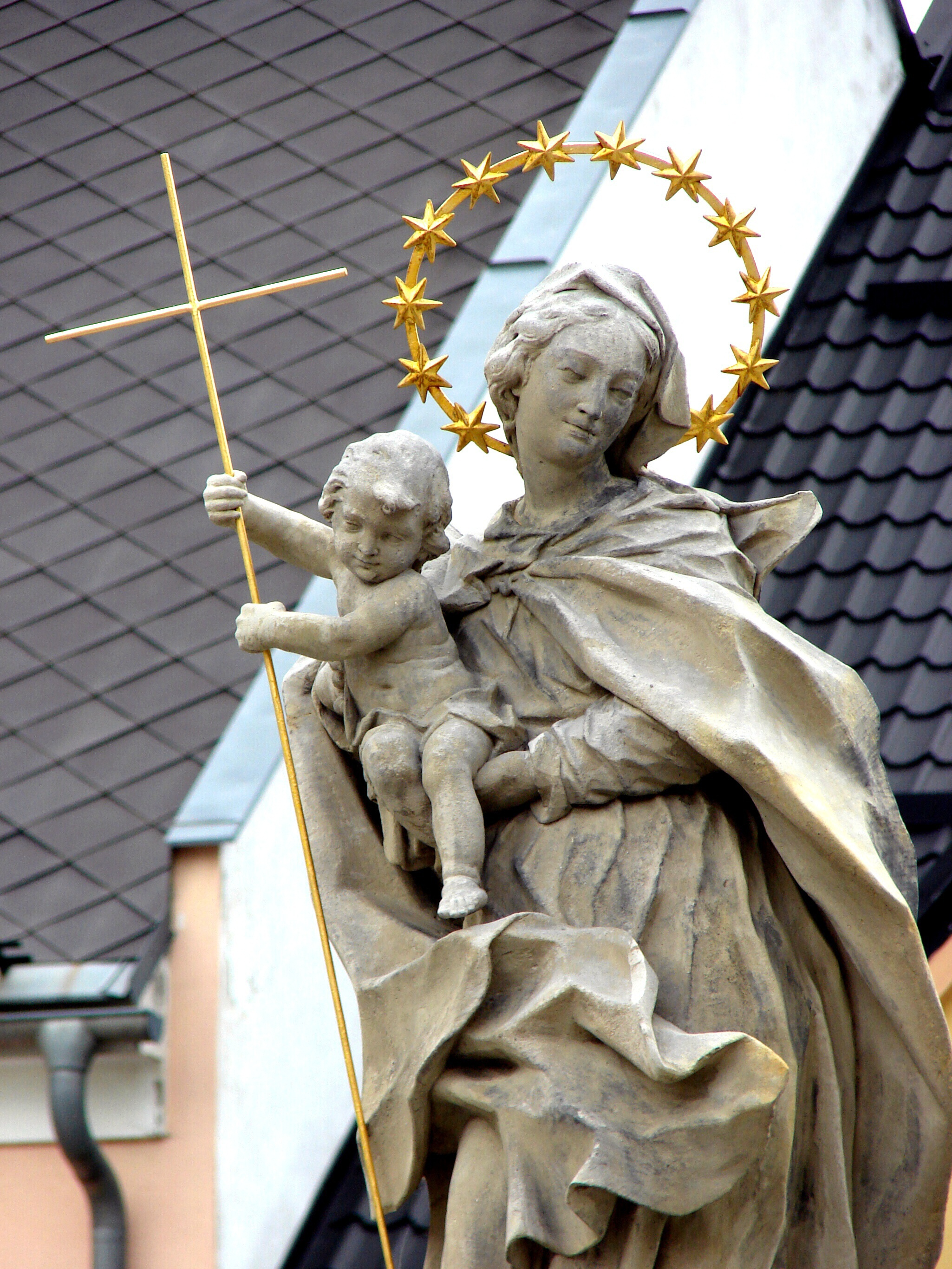
Socha P. Marie na náměstí
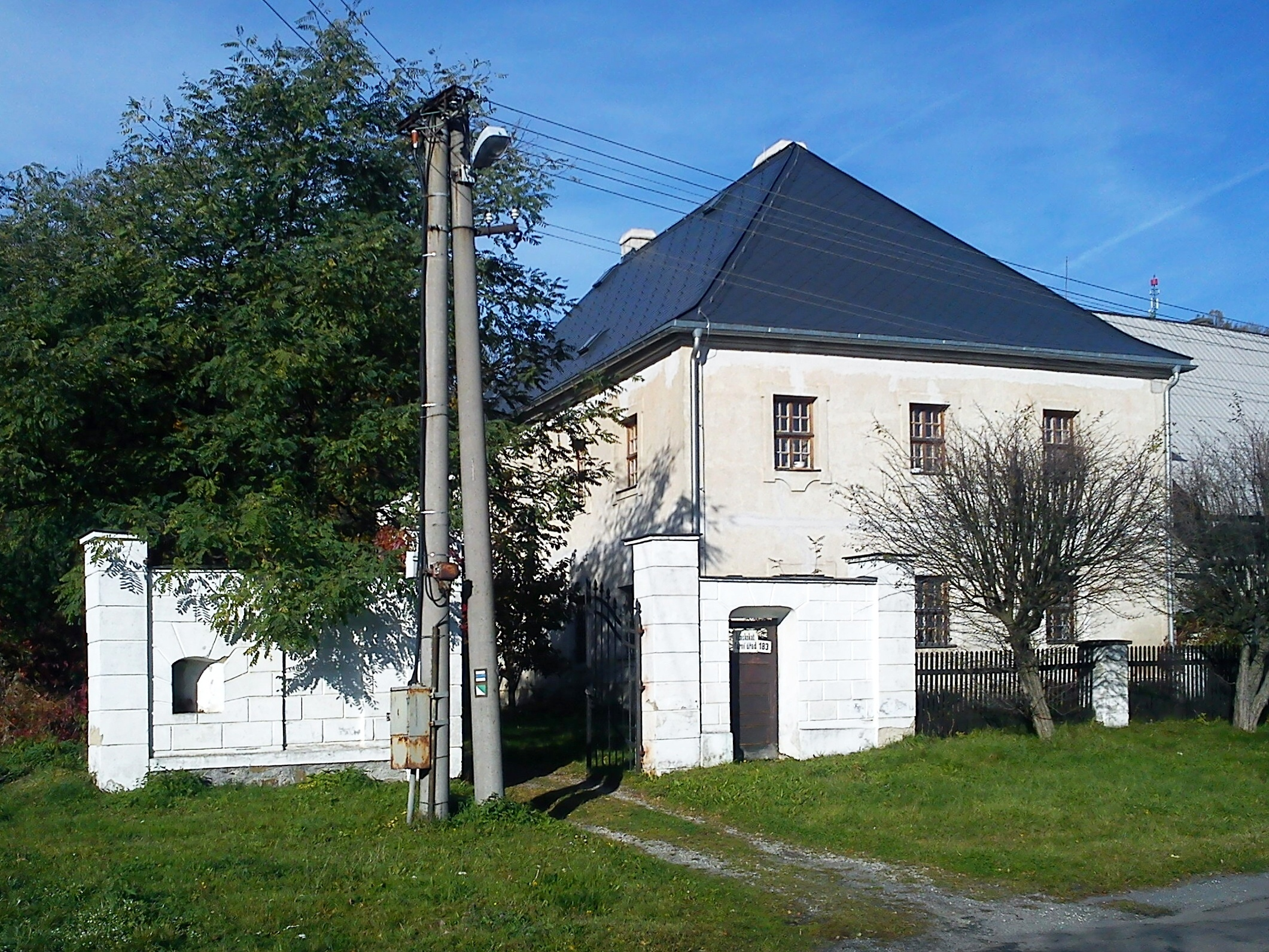
Fara
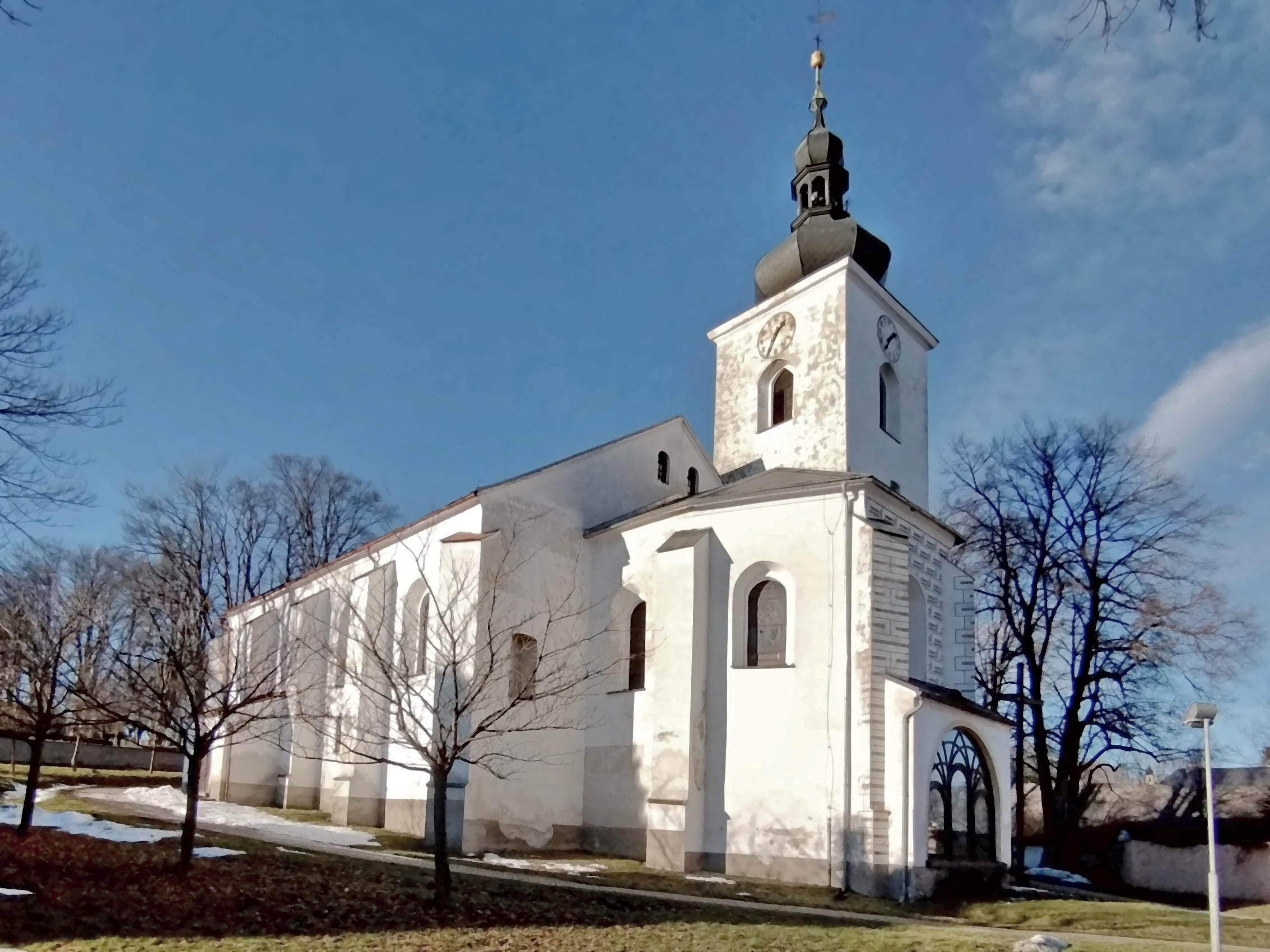
Kostel Nanebevzetí Panny Marie
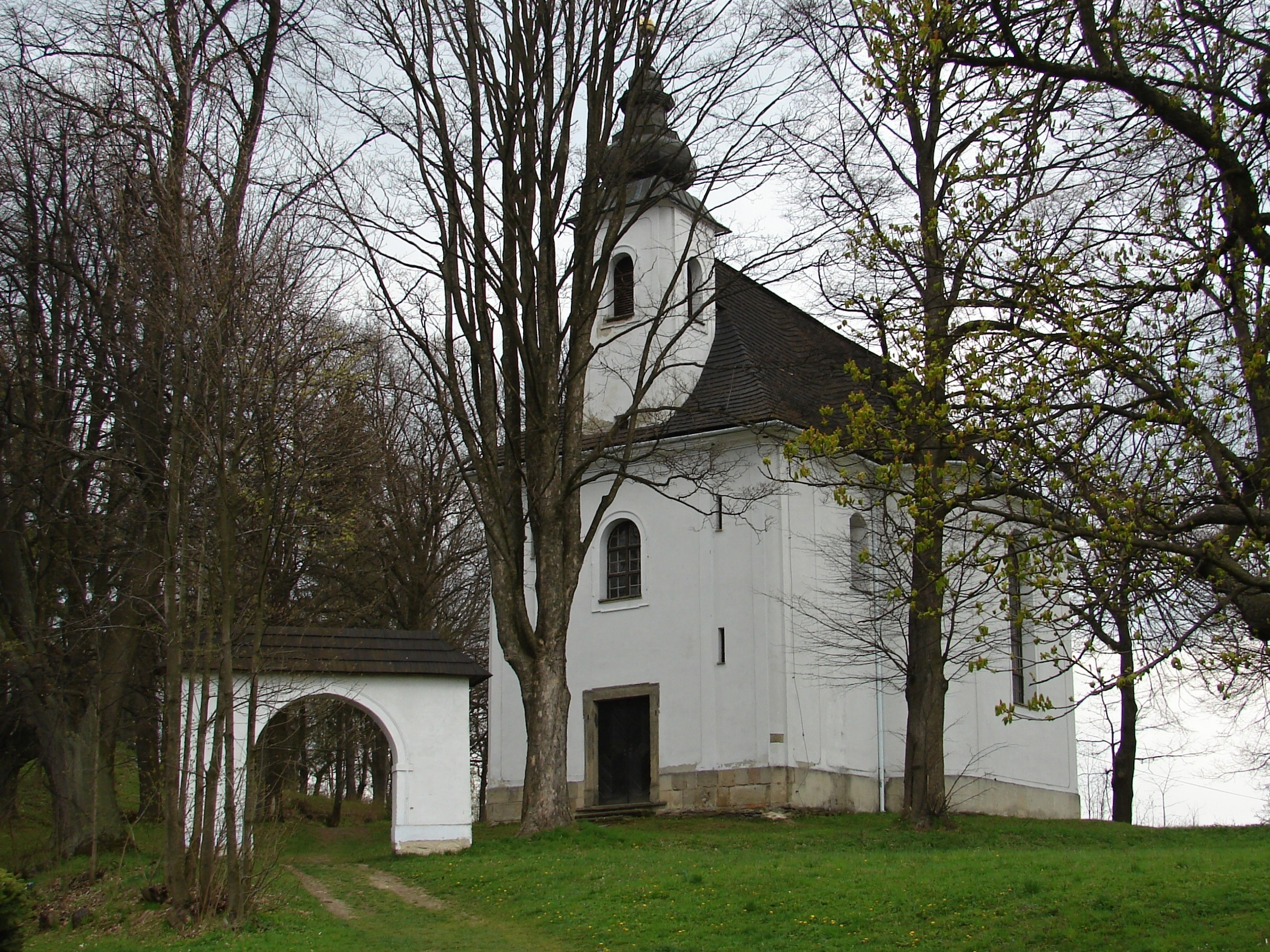
Kostel Povýšení svatého Kříže
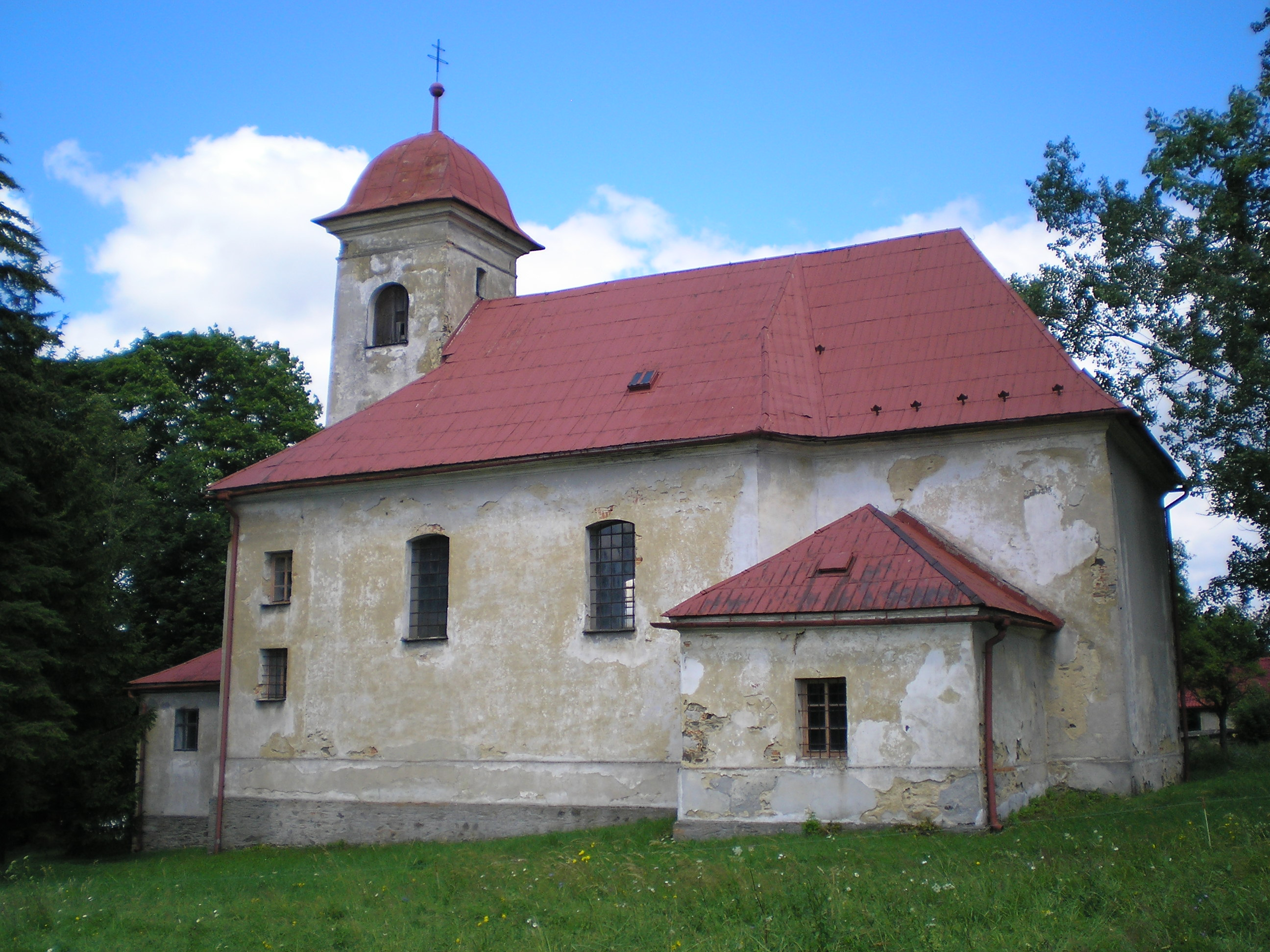
Kostel Nanebevzetí Panny Marie v Nových Valteřicích
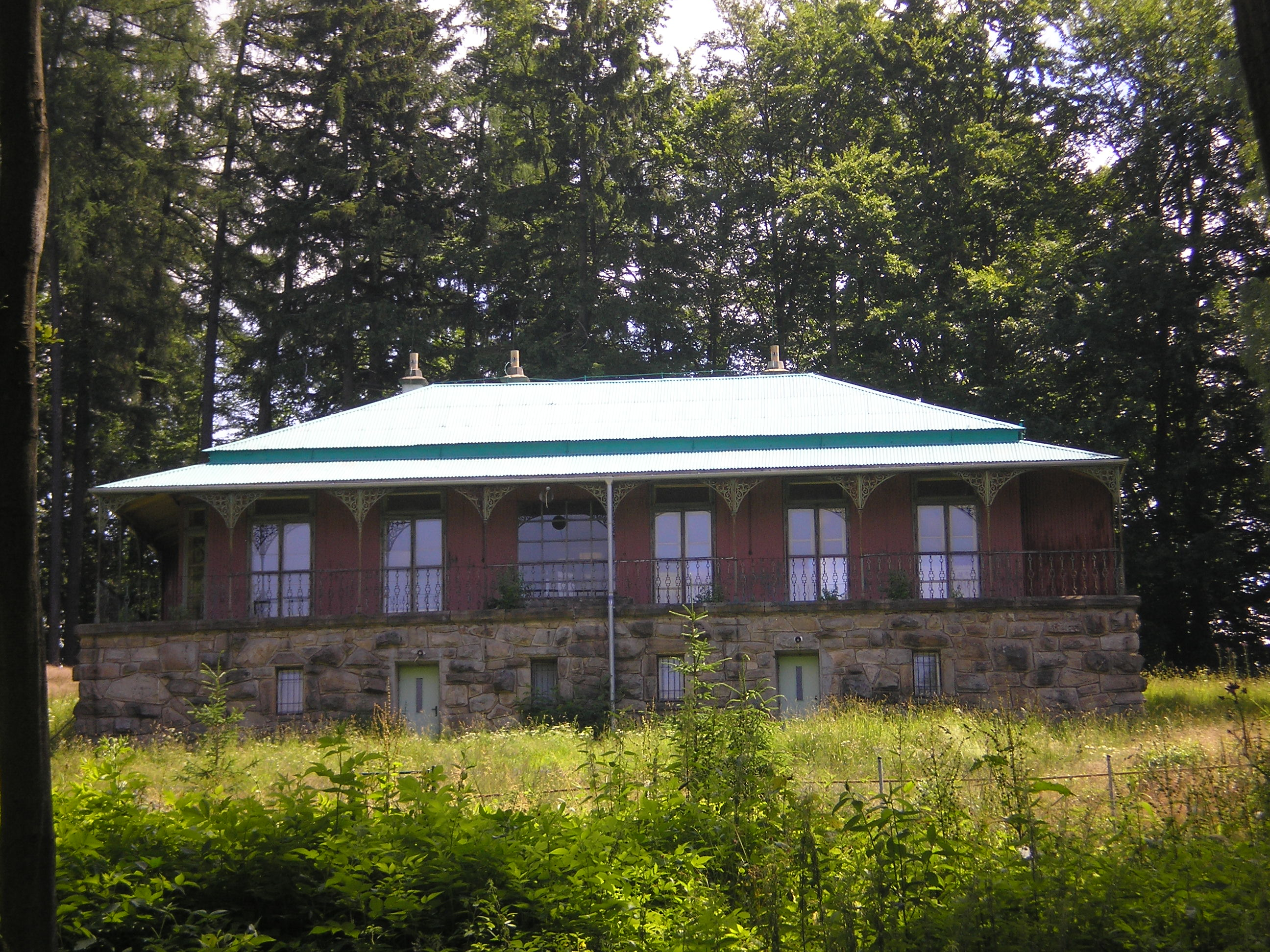
Lovecký zámeček v Nových Valteřicích - technická památka
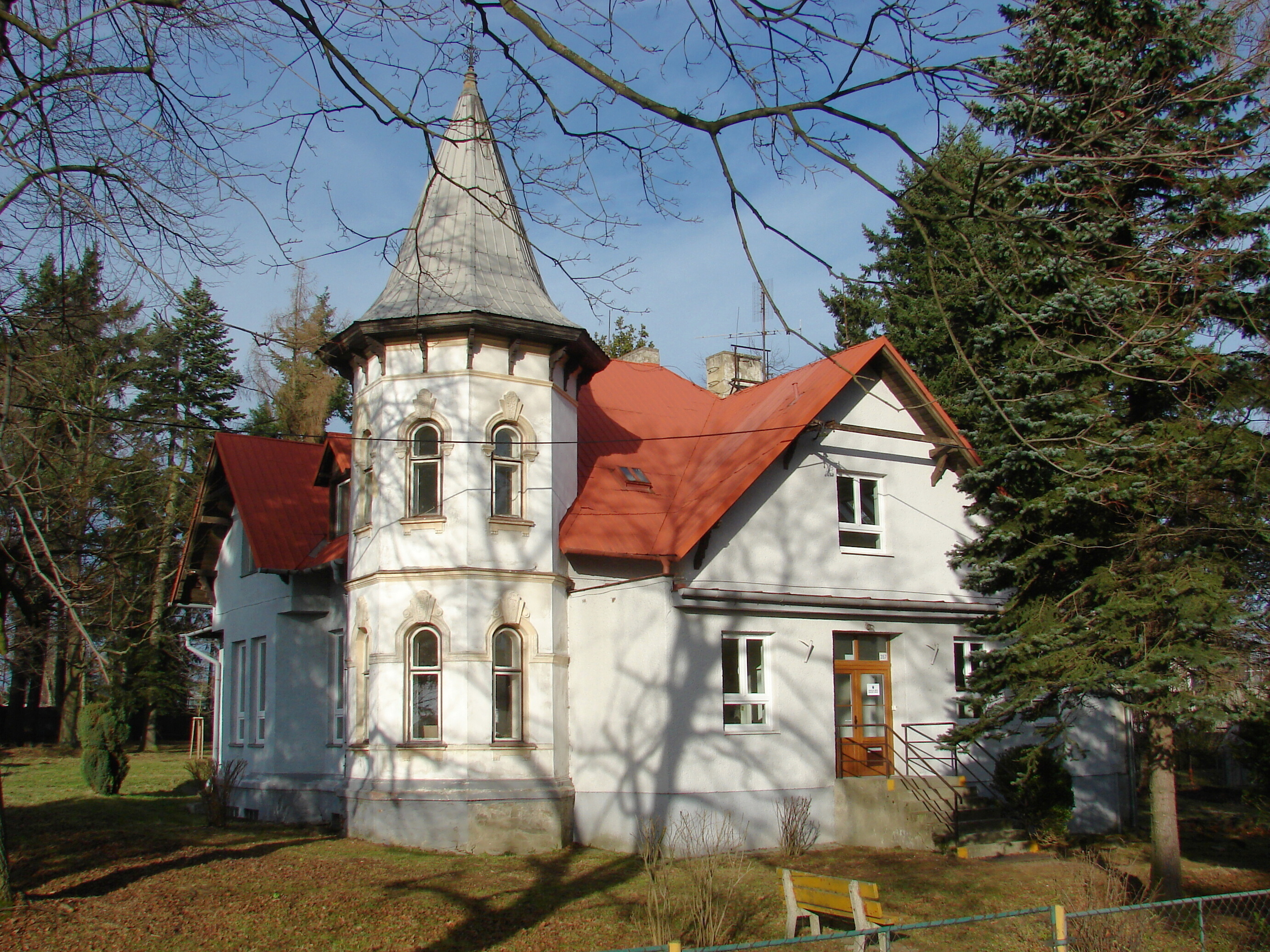
Sigmundova vila - č.p.357.